# Maliattha ruptifascia
Maliattha ruptifascia là một loài bướm đêm trong họ Noctuidae.